# Born in 69
Born in 69 è un album di Bob Sinclar pubblicato nel 2009.

## Tracce
1. LaLa Song – 3:35
2. Give Me Some More – 3:20
3. Love You No More – 4:20
4. New New New – 5:30
5. Jamaïca Avenue – 5:10
6. Peace Song – 6:30
7. Mr. Tambourine Man – 5:00
8. People of Tomorrow – 4:15
9. The Way I Feel – 4:55
10. We Are Everything – 5:50
11. Belly Dancer – 4:10
12. Looks Like Love – 2:55

## Classifiche
| Classifica (2009) | Posizione massima |
| ----------------- | ----------------- |
| Belgio (Fiandre)  | 41                |
| Belgio (Vallonia) | 25                |
| Francia           | 7                 |
| Italia            | 37                |
| Svizzera          | 50                |